# 卡萊 (澳大利亞國會選區)
卡萊選區（英語：Division of  Calare）是澳大利亞新南威爾士州的下議院選區，位於該州首府悉尼以西拉克蘭河上游，選區名也是此河在澳大利亞原住民當中的稱呼。面積30,526平方公里。
選區始於1906年。是工黨和國家黨競爭的選區。自2016年起當區議員是無黨籍的安德魯・基。